# Lakeland Shores
Lakeland Shores è un comune degli Stati Uniti d'America, situato nello Stato del Minnesota, nella contea di Washington.